# 分城
分城（わけじょう）は、千葉県香取郡多古町南中にあった日本の城。

## 歴史
築城年代や城主は定かではないが、居館が久保城にあったとされる千葉胤貞が防衛拠点として分城や大嶋城（志摩城）を築いたと伝わる。 
主郭と推定される場所には、千葉氏の守護神である妙見神社が祀られている。妙見神社の社は、文政年間に今の場所に移されたといい、それまでは「一の屋敷」といわれる分城の東側周辺に置かれていたと伝わっている。

## 構造
妙見神社の境内を囲むように土塁と空堀があり、社殿裏の空堀を挟んで、物見台と思われる小さな丘がある。

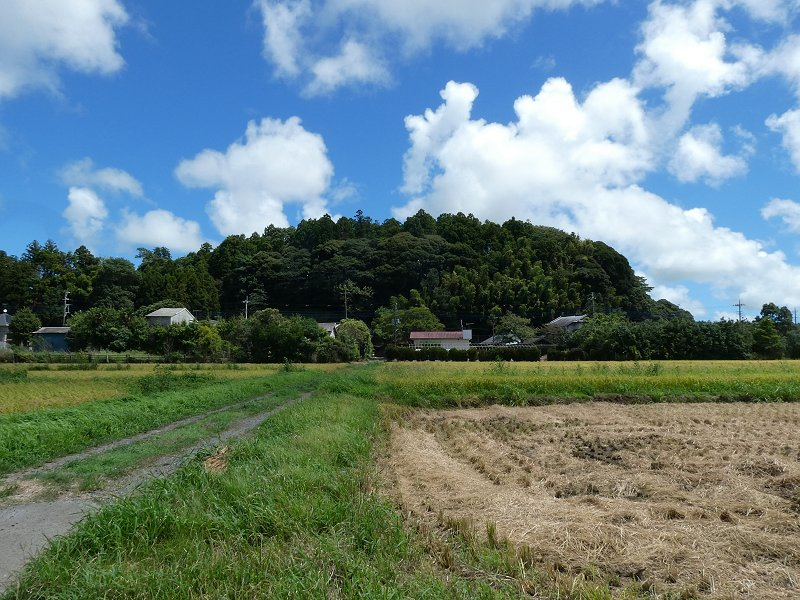
城跡遠景
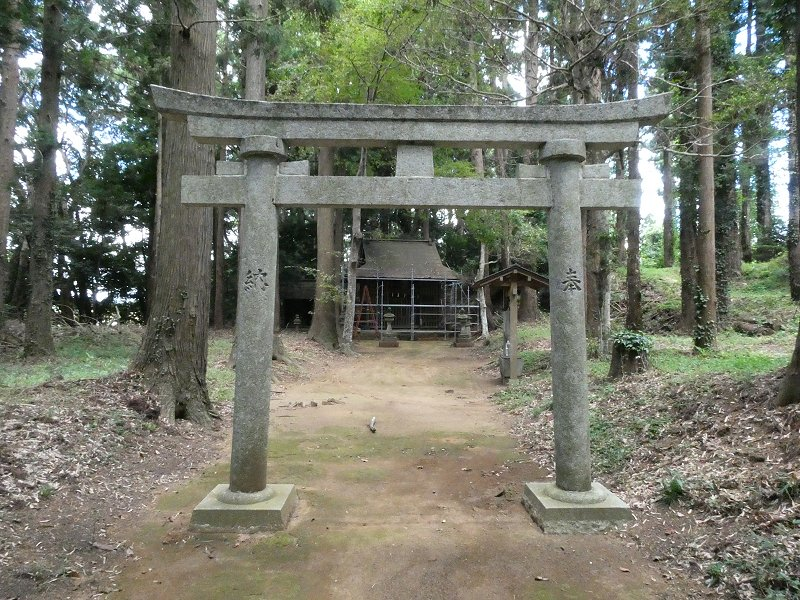
妙見神社

## アクセス
- 空港第2ビル駅から多古シャトルバス　道の駅多古下車　徒歩16分